# 2002-es férfi röplabda-világbajnokság
A 2002-es férfi röplabda-világbajnokság a 15. volt a sportág történetében. A tornát 2002. november 13. és november 29. között rendezték Argentínában. A világbajnokságon 24 válogatott vett részt. A világbajnokságot a brazil válogatott nyerte, története során először.

## Lebonyolítás
A 24 résztvevőt négy darab hatcsapatos csoportba sorsolták. Körmérkőzések döntötték el a csoportok végeredményét. A csoportból az első két, és a négy legjobb harmadik helyezett jutott tovább a középdöntőbe.
A középdöntőben a 16 csapat négy darab, négycsapatos csoportot alkotott, és újabb körmérkőzéseket játszottak. A négy középdöntő csoportból az első két helyezett jutott a negyeddöntőbe. A negyeddöntőtől egyenes kieséses rendszerben folytatódott a torna. Az első 12 helyért játszottak helyosztó mérkőzéseket.

## Csoportkör
| Színmagyarázat                                                                       |
| ------------------------------------------------------------------------------------ |
| A csoportok első két helyezettje bejutott a negyeddöntőbe.                           |
| A csoportok legjobb négy harmadik helyezettje bejutott a negyeddöntőbe.              |
| A csoportok két legrosszabb harmadik helyezettje és a negyedik helyezettjei kiestek. |

### A csoport
|            |      | Mérkőzések | Mérkőzések | Szettek | Szettek | Szettek | Pontok | Pontok | Pontok |
| Csapat     | Pont | Gy         | V          | Sz+     | Sz–     | SzA     | P+     | P–     | PA     |
| ---------- | ---- | ---------- | ---------- | ------- | ------- | ------- | ------ | ------ | ------ |
| Argentína  | 6    | 3          | 0          | 9       | 3       | 3,000   | 312    | 289    | 1,080  |
| Portugália | 5    | 2          | 1          | 7       | 5       | 1,400   | 286    | 267    | 1,071  |
| Kína       | 4    | 1          | 2          | 5       | 7       | 0,714   | 270    | 282    | 0,957  |
| Ausztrália | 3    | 0          | 3          | 3       | 9       | 0,333   | 282    | 312    | 0,904  |

| 2002. szeptember 28. 20:10 | Argentína                    | 3–1 | Ausztrália | San Juan Nézőszám: 10250 |
| 2002. szeptember 28. 20:10 | (22–25, 25–18, 31–29, 32–30) |     |            | San Juan Nézőszám: 10250 |

| 2002. szeptember 29. 11:10 | Portugália                   | 3–1 | Kína | San Juan Nézőszám: 3200 |
| 2002. szeptember 29. 11:10 | (16–25, 25–21, 25–19, 25–11) |     |      | San Juan Nézőszám: 3200 |

| 2002. szeptember 30. 18:40 | Portugália                   | 3–1 | Ausztrália | San Juan Nézőszám: 3500 |
| 2002. szeptember 30. 18:40 | (25–20, 25–27, 25–21, 29–27) |     |            | San Juan Nézőszám: 3500 |

| 2002. szeptember 30. 21:10 | Kína                         | 1–3 | Argentína | San Juan Nézőszám: 8850 |
| 2002. szeptember 30. 21:10 | (30–32, 19–25, 26–24, 21–25) |     |           | San Juan Nézőszám: 8850 |

| 2002. október 1. 18:40 | Ausztrália                   | 1–3 | Kína | San Juan Nézőszám: 2800 |
| 2002. október 1. 18:40 | (19–25, 20–25, 25–23, 21–25) |     |      | San Juan Nézőszám: 2800 |

| 2002. október 1. 21:10 | Argentína                    | 3–1 | Portugália | San Juan Nézőszám: 9000 |
| 2002. október 1. 21:10 | (21–25, 25–22, 25–22, 25–22) |     |            | San Juan Nézőszám: 9000 |

### B csoport
|               |      | Mérkőzések | Mérkőzések | Szettek | Szettek | Szettek | Pontok | Pontok | Pontok |
| Csapat        | Pont | Gy         | V          | Sz+     | Sz–     | SzA     | P+     | P–     | PA     |
| ------------- | ---- | ---------- | ---------- | ------- | ------- | ------- | ------ | ------ | ------ |
| Lengyelország | 6    | 3          | 0          | 9       | 3       | 3,000   | 282    | 254    | 1,110  |
| Olaszország   | 5    | 2          | 1          | 8       | 3       | 2,667   | 255    | 228    | 1,118  |
| Kanada        | 4    | 1          | 2          | 4       | 7       | 0,571   | 251    | 261    | 0,962  |
| Horvátország  | 3    | 0          | 3          | 1       | 9       | 0,111   | 202    | 247    | 0,818  |

| 2002. szeptember 29. 18:10 | Olaszország           | 3–0 | Horvátország | Santa Fe Nézőszám: 5500 |
| 2002. szeptember 29. 18:10 | (25–18, 25–20, 25–20) |     |              | Santa Fe Nézőszám: 5500 |

| 2002. szeptember 29. 20:40 | Lengyelország                | 3–1 | Kanada | Santa Fe Nézőszám: 4800 |
| 2002. szeptember 29. 20:40 | (25–23, 22–25, 26–24, 25–21) |     |        | Santa Fe Nézőszám: 4800 |

| 2002. szeptember 30. 18:10 | Lengyelország                       | 3–2 | Olaszország | Santa Fe Nézőszám: 1900 |
| 2002. szeptember 30. 18:10 | (20–25, 24–26, 25–22, 25–21, 15–10) |     |             | Santa Fe Nézőszám: 1900 |

| 2002. szeptember 30. 20:40 | Kanada                       | 3–1 | Horvátország | Santa Fe Nézőszám: 2100 |
| 2002. szeptember 30. 20:40 | (25–22, 22–25, 25–17, 25–23) |     |              | Santa Fe Nézőszám: 2100 |

| 2002. október 1. 18:10 | Olaszország           | 3–0 | Kanada | Santa Fe Nézőszám: 4000 |
| 2002. október 1. 18:10 | (25–20, 26–24, 25–17) |     |        | Santa Fe Nézőszám: 4000 |

| 2002. október 1. 20:40 | Horvátország          | 0–3 | Lengyelország | Santa Fe Nézőszám: 4200 |
| 2002. október 1. 20:40 | (21–25, 18–25, 18–25) |     |               | Santa Fe Nézőszám: 4200 |

### C csoport
|               |      | Mérkőzések | Mérkőzések | Szettek | Szettek | Szettek | Pontok | Pontok | Pontok |
| Csapat        | Pont | Gy         | V          | Sz+     | Sz–     | SzA     | P+     | P–     | PA     |
| ------------- | ---- | ---------- | ---------- | ------- | ------- | ------- | ------ | ------ | ------ |
| Franciaország | 6    | 3          | 0          | 9       | 4       | 2,250   | 289    | 265    | 1,091  |
| Bulgária      | 5    | 2          | 1          | 8       | 4       | 2,000   | 292    | 257    | 1,136  |
| Oroszország   | 4    | 1          | 2          | 4       | 6       | 0,667   | 222    | 221    | 1,005  |
| Tunézia       | 3    | 0          | 3          | 2       | 9       | 0,222   | 214    | 274    | 0,781  |

| 2002. szeptember 29. 18:10 | Tunézia                      | 1–3 | Franciaország | Buenos Aires Nézőszám: 2100 |
| 2002. szeptember 29. 18:10 | (23–25, 25–20, 17–25, 11–25) |     |               | Buenos Aires Nézőszám: 2100 |

| 2002. szeptember 29. 20:40 | Bulgária              | 3–0 | Oroszország | Buenos Aires Nézőszám: 3110 |
| 2002. szeptember 29. 20:40 | (28–26, 25–19, 25–23) |     |             | Buenos Aires Nézőszám: 3110 |

| 2002. szeptember 30. 18:10 | Oroszország                  | 1–3 | Franciaország | Buenos Aires Nézőszám: 1935 |
| 2002. szeptember 30. 18:10 | (21–25, 21–25, 25–13, 12–25) |     |               | Buenos Aires Nézőszám: 1935 |

| 2002. szeptember 30. 20:40 | Bulgária                     | 3–1 | Tunézia | Buenos Aires Nézőszám: 1405 |
| 2002. szeptember 30. 20:40 | (21–25, 33–31, 25–12, 25–15) |     |         | Buenos Aires Nézőszám: 1405 |

| 2002. október 1. 18:10 | Franciaország                       | 3–2 | Bulgária | Buenos Aires Nézőszám: 2730 |
| 2002. október 1. 18:10 | (25–23, 22–25, 25–22, 17–25, 17–15) |     |          | Buenos Aires Nézőszám: 2730 |

| 2002. október 1. 20:45 | Tunézia               | 0–3 | Oroszország | Buenos Aires Nézőszám: 3015 |
| 2002. október 1. 20:45 | (19–25, 13–25, 23–25) |     |             | Buenos Aires Nézőszám: 3015 |

### D csoport
|               |      | Mérkőzések | Mérkőzések | Szettek | Szettek | Szettek | Pontok | Pontok | Pontok |
| Csapat        | Pont | Gy         | V          | Sz+     | Sz–     | SzA     | P+     | P–     | PA     |
| ------------- | ---- | ---------- | ---------- | ------- | ------- | ------- | ------ | ------ | ------ |
| Jugoszlávia   | 6    | 3          | 0          | 9       | 1       | 9,000   | 246    | 188    | 1,309  |
| Spanyolország | 5    | 2          | 1          | 7       | 6       | 1,167   | 293    | 287    | 1,021  |
| Japán         | 4    | 1          | 2          | 5       | 7       | 0,714   | 269    | 274    | 0,982  |
| Kazahsztán    | 3    | 0          | 3          | 2       | 9       | 0,222   | 218    | 277    | 0,787  |

| 2002. szeptember 29. 12:10 | Japán                        | 3–1 | Kazahsztán | Mar del Plata Nézőszám: 2600 |
| 2002. szeptember 29. 12:10 | (26–24, 25–20, 29–31, 25–10) |     |            | Mar del Plata Nézőszám: 2600 |

| 2002. szeptember 29. 15:10 | Spanyolország                | 1–3 | Jugoszlávia | Mar del Plata Nézőszám: 4600 |
| 2002. szeptember 29. 15:10 | (18–25, 21–25, 25–21, 18–25) |     |             | Mar del Plata Nézőszám: 4600 |

| 2002. szeptember 30. 11:10 | Japán                               | 2–3 | Spanyolország | Mar del Plata Nézőszám: 3400 |
| 2002. szeptember 30. 11:10 | (18–25, 25–23, 25–22, 27–29, 13–15) |     |               | Mar del Plata Nézőszám: 3400 |

| 2002. szeptember 30. 14:10 | Kazahsztán            | 0–3 | Jugoszlávia | Mar del Plata Nézőszám: 4200 |
| 2002. szeptember 30. 14:10 | (19–25, 16–25, 15–25) |     |             | Mar del Plata Nézőszám: 4200 |

| 2002. október 1. 11:10 | Jugoszlávia           | 3–0 | Japán | Mar del Plata Nézőszám: 4700 |
| 2002. október 1. 11:10 | (25–21, 25–15, 25–20) |     |       | Mar del Plata Nézőszám: 4700 |

| 2002. október 1. 14:10 | Spanyolország                | 3–1 | Kazahsztán | Mar del Plata Nézőszám: 6200 |
| 2002. október 1. 14:10 | (22–25, 25–16, 25–21, 25–21) |     |            | Mar del Plata Nézőszám: 6200 |

### E csoport
|                  |      | Mérkőzések | Mérkőzések | Szettek | Szettek | Szettek | Pontok | Pontok | Pontok |
| Csapat           | Pont | Gy         | V          | Sz+     | Sz–     | SzA     | P+     | P–     | PA     |
| ---------------- | ---- | ---------- | ---------- | ------- | ------- | ------- | ------ | ------ | ------ |
| Egyesült Államok | 6    | 3          | 0          | 9       | 3       | 3,000   | 300    | 277    | 1,083  |
| Brazília         | 5    | 2          | 1          | 8       | 3       | 2,667   | 268    | 230    | 1,165  |
| Venezuela        | 4    | 1          | 2          | 3       | 6       | 0,500   | 205    | 215    | 0,953  |
| Egyiptom         | 3    | 0          | 3          | 1       | 9       | 0,111   | 197    | 248    | 0,794  |

| 2002. szeptember 29. 14:10 | Venezuela             | 0–3 | Brazília | Córdoba Nézőszám: 4000 |
| 2002. szeptember 29. 14:10 | (16–25, 24–26, 17–25) |     |          | Córdoba Nézőszám: 4000 |

| 2002. szeptember 29. 16:40 | Egyiptom                     | 1–3 | Egyesült Államok | Córdoba Nézőszám: 4300 |
| 2002. szeptember 29. 16:40 | (22–25, 25–23, 20–25, 20–25) |     |                  | Córdoba Nézőszám: 4300 |

| 2002. szeptember 30. 17:25 | Brazília                            | 2–3 | Egyesült Államok | Córdoba Nézőszám: 6900 |
| 2002. szeptember 30. 17:25 | (22–25, 25–20, 27–25, 31–33, 12–15) |     |                  | Córdoba Nézőszám: 6900 |

| 2002. szeptember 30. 19:20 | Venezuela             | 3–0 | Egyiptom | Córdoba Nézőszám: 2200 |
| 2002. szeptember 30. 19:20 | (25–14, 25–22, 25–19) |     |          | Córdoba Nézőszám: 2200 |

| 2002. október 1. 15:10 | Egyiptom              | 0–3 | Brazília | Córdoba Nézőszám: 1000 |
| 2002. október 1. 15:10 | (14–25, 20–25, 21–25) |     |          | Córdoba Nézőszám: 1000 |

| 2002. október 1. 17:40 | Egyesült Államok      | 3–0 | Venezuela | Córdoba Nézőszám: 1200 |
| 2002. október 1. 17:40 | (26–24, 25–18, 33–31) |     |           | Córdoba Nézőszám: 1200 |

### F csoport
|             |      | Mérkőzések | Mérkőzések | Szettek | Szettek | Szettek | Pontok | Pontok | Pontok |
| Csapat      | Pont | Gy         | V          | Sz+     | Sz–     | SzA     | P+     | P–     | PA     |
| ----------- | ---- | ---------- | ---------- | ------- | ------- | ------- | ------ | ------ | ------ |
| Hollandia   | 6    | 3          | 0          | 9       | 3       | 3,000   | 273    | 240    | 1,138  |
| Görögország | 4    | 1          | 2          | 5       | 6       | 0,833   | 226    | 246    | 0,919  |
| Csehország  | 4    | 1          | 2          | 6       | 8       | 0,750   | 311    | 309    | 1,006  |
| Kuba        | 4    | 1          | 2          | 4       | 7       | 0,571   | 245    | 260    | 0,942  |

| 2002. szeptember 29. 14:15 | Hollandia             | 3–0 | Görögország | Salta Nézőszám: 4000 |
| 2002. szeptember 29. 14:15 | (25–15, 25–15, 25–22) |     |             | Salta Nézőszám: 4000 |

| 2002. szeptember 29. 15:40 | Csehország                   | 1–3 | Kuba | Salta Nézőszám: 4800 |
| 2002. szeptember 29. 15:40 | (30–28, 22–25, 19–25, 23–25) |     |      | Salta Nézőszám: 4800 |

| 2002. szeptember 30. 14:20 | Görögország           | 3–0 | Kuba | Salta Nézőszám: 4200 |
| 2002. szeptember 30. 14:20 | (25–21, 25–21, 25–19) |     |      | Salta Nézőszám: 4200 |

| 2002. szeptember 30. 17:40 | Hollandia                           | 3–2 | Csehország | Salta Nézőszám: 6500 |
| 2002. szeptember 30. 17:40 | (15–25, 27–25, 25–19, 25–27, 15–11) |     |            | Salta Nézőszám: 6500 |

| 2002. október 1. 13:10 | Kuba                         | 1–3 | Hollandia | Salta Nézőszám: 4000 |
| 2002. október 1. 13:10 | (18–25, 17–25, 25–16, 21–25) |     |           | Salta Nézőszám: 4000 |

| 2002. október 1. 15:40 | Csehország                          | 3–2 | Görögország | Salta Nézőszám: 5000 |
| 2002. október 1. 15:40 | (22–25, 25–22, 23–25, 25–17, 15–10) |     |             | Salta Nézőszám: 5000 |

### Harmadik helyezett csapatok sorrendje
|         |             |      | Mérkőzések | Mérkőzések | Szettek | Szettek | Szettek | Pontok | Pontok | Pontok |
| Csoport | Csapat      | Pont | Gy         | V          | Sz+     | Sz–     | SzA     | P+     | P–     | PA     |
| ------- | ----------- | ---- | ---------- | ---------- | ------- | ------- | ------- | ------ | ------ | ------ |
| F       | Csehország  | 4    | 1          | 2          | 6       | 8       | 0,750   | 311    | 309    | 1,006  |
| D       | Japán       | 4    | 1          | 2          | 5       | 7       | 0,714   | 269    | 274    | 0,982  |
| A       | Kína        | 4    | 1          | 2          | 5       | 7       | 0,714   | 270    | 282    | 0,957  |
| C       | Oroszország | 4    | 1          | 2          | 4       | 6       | 0,667   | 222    | 221    | 1,005  |
| B       | Kanada      | 4    | 1          | 2          | 4       | 7       | 0,571   | 251    | 261    | 0,962  |
| E       | Venezuela   | 4    | 1          | 2          | 3       | 6       | 0,500   | 205    | 215    | 0,953  |

## Középdöntő
| Színmagyarázat                                             |
| ---------------------------------------------------------- |
| A csoportok első két helyezettje bejutott a negyeddöntőbe. |
| A csoportok harmadik és negyedik helyezettjei kiestek.     |

### G csoport
|             |      | Mérkőzések | Mérkőzések | Szettek | Szettek | Szettek | Pontok | Pontok | Pontok |
| Csapat      | Pont | Gy         | V          | Sz+     | Sz–     | SzA     | P+     | P–     | PA     |
| ----------- | ---- | ---------- | ---------- | ------- | ------- | ------- | ------ | ------ | ------ |
| Argentína   | 6    | 3          | 0          | 9       | 4       | 2,250   | 308    | 271    | 1,137  |
| Olaszország | 5    | 2          | 1          | 7       | 6       | 1,167   | 305    | 292    | 1,045  |
| Japán       | 4    | 1          | 2          | 6       | 8       | 0,750   | 301    | 320    | 0,941  |
| Bulgária    | 3    | 0          | 3          | 5       | 9       | 0,556   | 296    | 327    | 0,905  |

| 2002. október 4. 18:40 | Olaszország                         | 3–2 | Bulgária | Buenos Aires Nézőszám: 3930 |
| 2002. október 4. 18:40 | (31–33, 25–22, 23–25, 25–18, 15–13) |     |          | Buenos Aires Nézőszám: 3930 |

| 2002. október 4. 21:10 | Argentína                           | 3–2 | Japán | Buenos Aires Nézőszám: 10250 |
| 2002. október 4. 21:10 | (25–21, 21–25, 25–27, 25–21, 16–14) |     |       | Buenos Aires Nézőszám: 10250 |

| 2002. október 5. 18:40 | Japán                        | 1–3 | Olaszország | Buenos Aires Nézőszám: 3825 |
| 2002. október 5. 18:40 | (18–25, 20–25, 28–26, 16–25) |     |             | Buenos Aires Nézőszám: 3825 |

| 2002. október 5. 21:10 | Argentína                    | 3–1 | Bulgária | Buenos Aires Nézőszám: 10250 |
| 2002. október 5. 21:10 | (25–20, 22–25, 25–14, 25–19) |     |          | Buenos Aires Nézőszám: 10250 |

| 2002. október 6. 17:40 | Japán                               | 3–2 | Bulgária | Buenos Aires Nézőszám: 3970 |
| 2002. október 6. 17:40 | (25–19, 25–23, 22–25, 22–25, 17–15) |     |          | Buenos Aires Nézőszám: 3970 |

| 2002. október 6. 20:10 | Argentína                    | 3–1 | Olaszország | Buenos Aires Nézőszám: 10250 |
| 2002. október 6. 20:10 | (25–17, 24–26, 25–22, 25–20) |     |             | Buenos Aires Nézőszám: 10250 |

### H csoport
|               |      | Mérkőzések | Mérkőzések | Szettek | Szettek | Szettek | Pontok | Pontok | Pontok |
| Csapat        | Pont | Gy         | V          | Sz+     | Sz–     | SzA     | P+     | P–     | PA     |
| ------------- | ---- | ---------- | ---------- | ------- | ------- | ------- | ------ | ------ | ------ |
| Oroszország   | 6    | 3          | 0          | 9       | 4       | 2,250   | 299    | 263    | 1,137  |
| Portugália    | 5    | 2          | 1          | 6       | 6       | 1,000   | 272    | 278    | 0,978  |
| Lengyelország | 4    | 1          | 2          | 6       | 7       | 0,857   | 299    | 292    | 1,024  |
| Spanyolország | 3    | 0          | 3          | 5       | 9       | 0,556   | 284    | 321    | 0,885  |

| 2002. október 4. 17:20 | Portugália                          | 3–2 | Spanyolország | Córdoba Nézőszám: 1500 |
| 2002. október 4. 17:20 | (19–25, 22–25, 25–21, 25–20, 15–13) |     |               | Córdoba Nézőszám: 1500 |

| 2002. október 4. 20:10 | Lengyelország                       | 2–3 | Oroszország | Córdoba Nézőszám: 1850 |
| 2002. október 4. 20:10 | (25–22, 19–25, 20–25, 25–22, 11–15) |     |             | Córdoba Nézőszám: 1850 |

| 2002. október 5. 17:10 | Spanyolország                       | 2–3 | Oroszország | Córdoba Nézőszám: 2400 |
| 2002. október 5. 17:10 | (25–23, 22–25, 28–26, 16–25, 13–15) |     |             | Córdoba Nézőszám: 2400 |

| 2002. október 5. 20:10 | Lengyelország                | 1–3 | Portugália | Córdoba Nézőszám: 2850 |
| 2002. október 5. 20:10 | (22–25, 34–32, 20–25, 22–25) |     |            | Córdoba Nézőszám: 2850 |

| 2002. október 6. 17:10 | Portugália            | 0–3 | Oroszország | Córdoba Nézőszám: 3000 |
| 2002. október 6. 17:10 | (24–26, 15–25, 20–25) |     |             | Córdoba Nézőszám: 3000 |

| 2002. október 6. 19:40 | Spanyolország                | 1–3 | Lengyelország | Córdoba Nézőszám: 2150 |
| 2002. október 6. 19:40 | (19–25, 11–25, 28–26, 18–25) |     |               | Córdoba Nézőszám: 2150 |

### J csoport
|               |      | Mérkőzések | Mérkőzések | Szettek | Szettek | Szettek | Pontok | Pontok | Pontok |
| Csapat        | Pont | Gy         | V          | Sz+     | Sz–     | SzA     | P+     | P–     | PA     |
| ------------- | ---- | ---------- | ---------- | ------- | ------- | ------- | ------ | ------ | ------ |
| Brazília      | 6    | 3          | 0          | 9       | 0       | MAX     | 225    | 181    | 1,243  |
| Franciaország | 5    | 2          | 1          | 6       | 4       | 1,500   | 238    | 216    | 1,102  |
| Hollandia     | 4    | 1          | 2          | 3       | 8       | 0,375   | 230    | 257    | 0,895  |
| Csehország    | 3    | 0          | 3          | 3       | 9       | 0,333   | 249    | 288    | 0,865  |

| 2002. október 4. 16:10 | Brazília              | 3–0 | Csehország | Santa Fe Nézőszám: 2300 |
| 2002. október 4. 16:10 | (25–20, 25–16, 25–22) |     |            | Santa Fe Nézőszám: 2300 |

| 2002. október 4. 18:40 | Hollandia             | 0–3 | Franciaország | Santa Fe Nézőszám: 2800 |
| 2002. október 4. 18:40 | (24–26, 16–25, 16–25) |     |               | Santa Fe Nézőszám: 2800 |

| 2002. október 5. 14:10 | Brazília              | 3–0 | Franciaország | Santa Fe Nézőszám: 4500 |
| 2002. október 5. 14:10 | (25–22, 25–21, 25–21) |     |               | Santa Fe Nézőszám: 4500 |

| 2002. október 5. 16:40 | Hollandia                          | 3–2 | Csehország | Santa Fe Nézőszám: 4800 |
| 2002. október 5. 16:40 | (23–25, 30–28, 25–20, 22–25, 15–8) |     |            | Santa Fe Nézőszám: 4800 |

| 2002. október 6. 14:10 | Brazília              | 3–0 | Hollandia | Santa Fe Nézőszám: 5000 |
| 2002. október 6. 14:10 | (25–20, 25–19, 25–20) |     |           | Santa Fe Nézőszám: 5000 |

| 2002. október 6. 16:40 | Franciaország                | 3–1 | Csehország | Santa Fe Nézőszám: 5200 |
| 2002. október 6. 16:40 | (23–25, 25–18, 25–23, 25–19) |     |            | Santa Fe Nézőszám: 5200 |

### K csoport
|                  |      | Mérkőzések | Mérkőzések | Szettek | Szettek | Szettek | Pontok | Pontok | Pontok |
| Csapat           | Pont | Gy         | V          | Sz+     | Sz–     | SzA     | P+     | P–     | PA     |
| ---------------- | ---- | ---------- | ---------- | ------- | ------- | ------- | ------ | ------ | ------ |
| Jugoszlávia      | 6    | 3          | 0          | 9       | 1       | 9,000   | 246    | 210    | 1,171  |
| Görögország      | 5    | 2          | 1          | 6       | 6       | 1,000   | 255    | 253    | 1,008  |
| Egyesült Államok | 4    | 1          | 2          | 6       | 6       | 1,000   | 271    | 268    | 1,011  |
| Kína             | 3    | 0          | 3          | 1       | 9       | 0,111   | 208    | 249    | 0,835  |

| 2002. október 4. 17:40 | Jugoszlávia           | 3–0 | Görögország | Salta Nézőszám: 6700 |
| 2002. október 4. 17:40 | (25–21, 25–17, 25–21) |     |             | Salta Nézőszám: 6700 |

| 2002. október 4. 20:10 | Egyesült Államok      | 3–0 | Kína | Salta Nézőszám: 3500 |
| 2002. október 4. 20:10 | (25–23, 30–28, 25–19) |     |      | Salta Nézőszám: 3500 |

| 2002. október 5. 17:40 | Kína                  | 0–3 | Jugoszlávia | Salta Nézőszám: 3200 |
| 2002. október 5. 17:40 | (20–25, 18–25, 22–25) |     |             | Salta Nézőszám: 3200 |

| 2002. október 5. 17:15 | Egyesült Államok                    | 2–3 | Görögország | Salta Nézőszám: 2350 |
| 2002. október 5. 17:15 | (25–20, 15–25, 20–25, 15–25, 15–17) |     |             | Salta Nézőszám: 2350 |

| 2002. október 6. 17:40 | Görögország                  | 3–1 | Kína | Salta Nézőszám: 3100 |
| 2002. október 6. 17:40 | (19–25, 25–17, 25–19, 25–17) |     |      | Salta Nézőszám: 3100 |

| 2002. október 6. 20:10 | Jugoszlávia                  | 3–1 | Egyesült Államok | Salta Nézőszám: 6500 |
| 2002. október 6. 20:10 | (25–22, 25–21, 21–25, 25–23) |     |                  | Salta Nézőszám: 6500 |

## Egyenes kieséses szakasz

### Negyeddöntők
| 2002. október 9. 21:10 | Argentína                    | 1–3 | Franciaország | Buenos Aires Nézőszám: 10250 |
| 2002. október 9. 21:10 | (25–14, 27–29, 23–25, 18–25) |     |               | Buenos Aires Nézőszám: 10250 |

| 2002. október 9. 18:40 | Oroszország           | 3–0 | Görögország | Buenos Aires Nézőszám: 4040 |
| 2002. október 9. 18:40 | (25–22, 25–22, 25–21) |     |             | Buenos Aires Nézőszám: 4040 |

| 2002. október 9. 18:40 | Olaszország                         | 2–3 | Brazília | Córdoba Nézőszám: 8800 |
| 2002. október 9. 18:40 | (23–25, 23–25, 25–23, 28–26, 13–15) |     |          | Córdoba Nézőszám: 8800 |

| 2002. október 9. 16:10 | Portugália            | 0–3 | Jugoszlávia | Córdoba Nézőszám: 4200 |
| 2002. október 9. 16:10 | (20–25, 23–25, 16–25) |     |             | Córdoba Nézőszám: 4200 |

### Az 5–8. helyért
| 2002. október 10. 18:40 | Olaszország           | 3–0 | Portugália | Córdoba Nézőszám: 2050 |
| 2002. október 10. 18:40 | (25–23, 25–19, 25–17) |     |            | Córdoba Nézőszám: 2050 |

| 2002. október 11. 21:10 | Argentína             | 3–0 | Görögország | Buenos Aires Nézőszám: 10250 |
| 2002. október 11. 21:10 | (25–23, 25–23, 25–20) |     |             | Buenos Aires Nézőszám: 10250 |

### Elődöntők
| 2002. október 10. 21:10 | Brazília                     | 3–1 | Jugoszlávia | Córdoba Nézőszám: 4300 |
| 2002. október 10. 21:10 | (26–24, 22–25, 27–25, 25–23) |     |             | Córdoba Nézőszám: 4300 |

| 2002. október 11. 18:40 | Franciaország                      | 2–3 | Oroszország | Buenos Aires Nézőszám: 3470 |
| 2002. október 11. 18:40 | (19–25, 25–16, 20–25, 25–21, 9–15) |     |             | Buenos Aires Nézőszám: 3470 |

### A 7. helyért
| 2002. október 12. 16:10 | Görögország                         | 3–2 | Portugália | Buenos Aires Nézőszám: 3500 |
| 2002. október 12. 16:10 | (21–25, 25–20, 23–25, 25–21, 15–12) |     |            | Buenos Aires Nézőszám: 3500 |

### Az 5. helyért
| 2002. október 13. 16:10 | Argentína                           | 2–3 | Olaszország | Buenos Aires Nézőszám: 10250 |
| 2002. október 13. 16:10 | (29–27, 17–25, 22–25, 25–22, 22–24) |     |             | Buenos Aires Nézőszám: 10250 |

### Bronzmérkőzés
| 2002. október 12. 18:40 | Franciaország         | 3–0 | Jugoszlávia | Buenos Aires Nézőszám: 5515 |
| 2002. október 12. 18:40 | (25–23, 25–23, 25–16) |     |             | Buenos Aires Nézőszám: 5515 |

### Döntő
| 2002. október 13. 19:00 | Oroszország                         | 2–3 | Brazília | Buenos Aires Nézőszám: 10250 |
| 2002. október 13. 19:00 | (25–23, 25–27, 20–25, 25–23, 13–15) |     |          | Buenos Aires Nézőszám: 10250 |

| A 2002-es férfi röplabda-világbajnokság győztese |
| ------------------------------------------------ |
| · Brazília · 1. cím                              |

## Végeredmény
| Helyezés |                  |      | Mérkőzések | Mérkőzések | Szettek | Szettek | Szettek | Pontok | Pontok | Pontok |
| Helyezés | Csapat           | Pont | Gy         | V          | Sz+     | Sz–     | SzA     | P+     | P–     | PA     |
| -------- | ---------------- | ---- | ---------- | ---------- | ------- | ------- | ------- | ------ | ------ | ------ |
| Arany    | Brazília         | 17   | 8          | 1          | 26      | 8       | 3,250   | 820    | 728    | 1,126  |
| Ezüst    | Oroszország      | 15   | 6          | 3          | 21      | 15      | 1,400   | 806    | 760    | 1,061  |
| Bronz    | Franciaország    | 16   | 7          | 2          | 23      | 12      | 1,917   | 793    | 738    | 1,075  |
| 4.       | Jugoszlávia      | 16   | 7          | 2          | 22      | 8       | 2,750   | 726    | 632    | 1,149  |
|          |                  |      |            |            |         |         |         |        |        |        |
| 5.       | Olaszország      | 15   | 6          | 3          | 23      | 14      | 1,643   | 870    | 808    | 1,077  |
| 6.       | Argentína        | 16   | 7          | 2          | 24      | 13      | 1,846   | 903    | 842    | 1,072  |
| 7.       | Görögország      | 13   | 4          | 5          | 14      | 20      | 0,700   | 721    | 752    | 0,959  |
| 8.       | Portugália       | 13   | 4          | 5          | 15      | 20      | 0,750   | 779    | 804    | 0,969  |
|          |                  |      |            |            |         |         |         |        |        |        |
| 9.       | Egyesült Államok | 10   | 4          | 2          | 15      | 9       | 1,667   | 571    | 545    | 1,048  |
| 10.      | Lengyelország    | 10   | 4          | 2          | 15      | 10      | 1,500   | 581    | 546    | 1,064  |
| 11.      | Hollandia        | 10   | 4          | 2          | 12      | 11      | 1,091   | 503    | 497    | 1,012  |
| 12.      | Japán            | 8    | 2          | 4          | 11      | 15      | 0,733   | 570    | 594    | 0,960  |
|          |                  |      |            |            |         |         |         |        |        |        |
| 13.      | Bulgária         | 8    | 2          | 4          | 13      | 13      | 1,000   | 588    | 584    | 1,007  |
| 14.      | Spanyolország    | 8    | 2          | 4          | 12      | 15      | 0,800   | 577    | 608    | 0,949  |
| 15.      | Csehország       | 7    | 1          | 5          | 9       | 17      | 0,529   | 560    | 597    | 0,938  |
| 16.      | Kína             | 7    | 1          | 5          | 6       | 16      | 0,375   | 478    | 531    | 0,900  |
|          |                  |      |            |            |         |         |         |        |        |        |
| 17.      | Kanada           | 4    | 1          | 2          | 4       | 7       | 0,571   | 251    | 261    | 0,962  |
| 18.      | Venezuela        | 4    | 1          | 2          | 3       | 6       | 0,500   | 205    | 215    | 0,953  |
| 19.      | Kuba             | 4    | 1          | 2          | 4       | 7       | 0,571   | 245    | 260    | 0,942  |
| 20.      | Ausztrália       | 3    | 0          | 3          | 3       | 9       | 0,333   | 282    | 312    | 0,904  |
| 21.      | Tunézia          | 3    | 0          | 3          | 2       | 9       | 0,222   | 214    | 274    | 0,781  |
| 22.      | Kazahsztán       | 3    | 0          | 3          | 2       | 9       | 0,222   | 218    | 277    | 0,787  |
| 23.      | Horvátország     | 3    | 0          | 3          | 1       | 9       | 0,111   | 202    | 247    | 0,818  |
| 24.      | Egyiptom         | 3    | 0          | 3          | 1       | 9       | 0,111   | 197    | 248    | 0,794  |